# Anfissa Wladimirowna Wistingausen

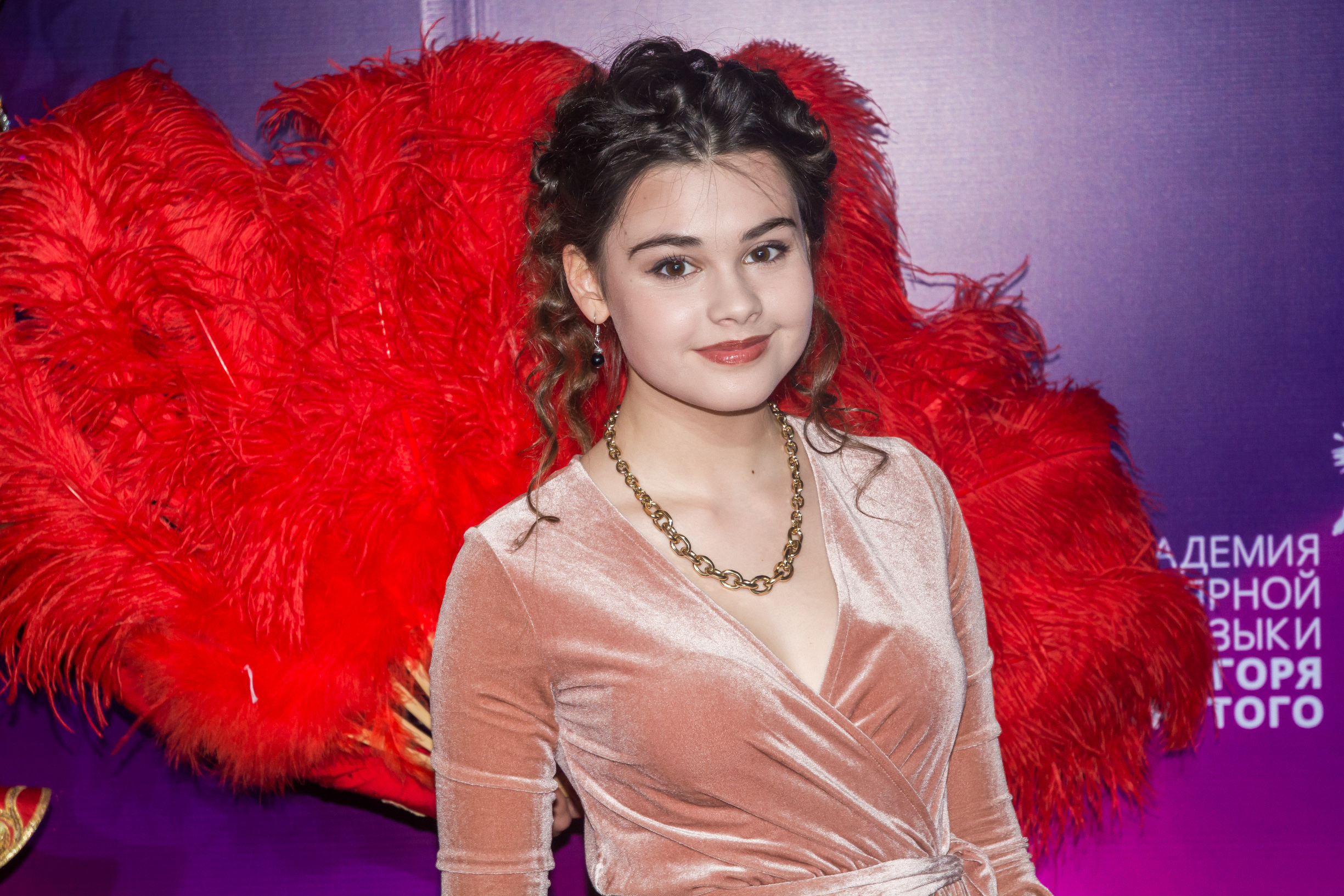
Anfissa Wladimirowna Wistingausen (2017)

Anfissa Wladimirowna Wistingausen (russisch Анфиса Владимировна Вистингаузен, wiss. Transliteration Anfisa Vladimirovna Vistingauzen; * 27. September 1999 in Moskau) ist eine russische Schauspielerin.

## Leben
Wistingausen ist die Tochter von Wladimir Medwedew und Ludmilla Wistingausen. Sie besuchte eine Moskauer Schule und lernte an einer Musikschule Klavier und Gesang. Später lernte sie zusätzlich an der Vortex School of Contemporary professionelle Tänze. Seit 2017 studiert sie an der Schauspielschule von Wladimir Alexandrowitsch Grammatikow VGIK Schauspiel.
Mitte der 2000er Jahre debütierte sie als Kinderdarstellerin. 2012 war sie in insgesamt 30 Episoden der Fernsehserie in der Rolle der Lilya Skvortsova zu sehen. Eine größere Rolle übernahm sie 2013 im Katastrophenfilm Metro – Im Netz des Todes, der in Deutschland gute Kritik bekam. Von 2016 bis 2018 stellte sie die Rolle der Nadya Stepashkina in der Fernsehserie Ostrov dar.

## Filmografie (Auswahl)
- 2007: Dyuymovochka (Дюймовочка)
- 2007: Savva Morozov (Савва Морозов) (Mini-Serie, 2 Episoden)
- 2010: Kompensatsiya (Компенсация)
- 2012: Samara (Самара) (Fernsehserie)
- 2012: Skazka. Est (Сказка. Есть)
- 2012: The Boarding School (Zakrytaya shkola/Закрытая школа) (Fernsehserie, 30 Episoden)
- 2012: Waiting for Spring (V ozhidanii vesny/В ожидании весны) (Fernsehfilm)
- 2013: Metro – Im Netz des Todes (Metro/Метро) (Fernsehfilm)
- 2013: Angel ili demon (Ангел или демон) (Fernsehserie)
- 2013: I Give You My Word (Chastnoe pionerskoe/Частное пионерское)
- 2015: Chastnoe pionerskoe 2 (Частное пионерское 2)
- 2015: Die Schneekönigin (Tayna snezhnoy korolevy/Тайна Снежной Королевы)
- 2016–2018: Ostrov (Остров) (Fernsehserie, 43 Episoden)
- 2017: Chastnoe pionerskoe 3 (Частное пионерское 3)